# Лазание по канату
Ла́зание по кана́ту — одно из древнейших физических упражнений. Входит во многие нормативы. Укрепляет мышцы рук и спины. Улучшает сноровку и выносливость.

## История
Первое упоминание об этом упражнении сделал греческий доктор Клаудиус Гален (129—216 годы нашей эры). Он считал упражнение с использованием каната лучшим, в сравнении с другими.
В Европе об этом упражнении вспомнили в 1544 году, которое рекомендовали для укрепления здоровья детей и взрослых, но о соревнованиях речи не было.
В книге «Гимнастика для юношества» (1793) немецкий педагог И. К. Гутсмутс писал, «древние знали один вид гимнастики». По старым документам[каким?] канаты были закопаны в землю. Считалось[кем?], если кто-нибудь залезет по канату при помощи рук (ребёнок или гимнаст), станет сильным и здоровым.
Первое серьёзное соревнование по лазанию по канату провели на Эллинских играх (1859). Позже данный вид спорта проводили в олимпийской программе с 1896 по 1932 годы.
В 1896 году на Олимпиаде в Афинах использовался канат длиной в 14 метров. Надо было залезть на такую высоту, какую возможно. Разрешено было пользоваться ногами. Лишь 2 атлета смогли добраться до вершины каната. В итоге победил Николаос Андриакопулос, который преодолел дистанцию за 23,4 секунды.
Во время Олимпийских игр 1904 года в Сент-Луисе длина сократилась до 25 футов (7,62 метра). На этот раз ногами пользоваться было нельзя. В соревновании на скорость победил Джордж Эйсер (несмотря на то, что у него не было левой ноги) с результатом в 7 секунд. На Олимпиаде 1924 года в Париже на канат длиной 8 метров быстрее всех залез Бедржих Шупчик с результатом в 7,2 секунд. Во время Олимпийских игр 1932 года использовался канат длиной 25 футов (7,62 метра). Лучшим был Реймонд Басс с результатом в 6,7 секунд. После этого лазания по канату уже не было на олимпийских играх.
После удаления из олимпийской программы спорт нашёл большое распространение в США. Было создано несколько лиг. В 1936 году Томас Гакер III установил мировой рекорд, он смог залезть на 20-футовый (около 6,9 метров) канат за 3,8 секунд.
Также испытание «лазание по канату» входило в программу испытаний на получение значка «ГТО» 1931 года в СССР. В 1939 году испытания «лазание по канату» и «подтягивание» были изъяты из комплекса ГТО. Осознав ценность прикладного значения этих испытаний, они были возвращены в комплекс ГТО в апреле 1941 года, в ГТО I возвращено подтягивание, а в ГТО II — лазание по канату. Необходимо было влезть по канату на высоту в 5 метров без помощи ног, где зафиксировать «уголок» (для 1-й возрастной категории на «сдано»), либо вначале зафиксировать «уголок» и после залезать на 5 м (для 1-й возрастной категории на «отлично»).
Спорт достиг зенита своей славы в 1950-х годах. Тогда проводилось много соревнований, в том числе в составе панамериканских игр. Конечный мировой рекорд по лазанию на высоту в 20 футов был установлен Доном Перри[уточнить]. Он равняется 2,8 секундам.
Второе рождение спорт обрёл в Чешской Республике. С 1993 года проводятся чемпионаты Чехии по лазанию на высоту 8 метров. В данной дисциплине рекорд принадлежит Мартину Масари. На чемпионате 1997 года он преодолел дистанцию за 5,58 секунд. Данный чемпионат проводится до сих пор.